# Артур Лундквіст
Артур Нільс Лундквіст (швед. Artur Nils Lundkvist; 3 березня 1906, Оберюнга, Сконе — 11 грудня 1991) — шведський поет, прозаїк та есеїст, член Шведської академії мови та літератури (з 1968 року), лауреат міжнародної Ленінської премії «За зміцнення миру між народами» 1957 року, автор більш 100 книг — збірок віршів, ліричної прози, оповідань, літературознавчих есе, перекладів лірики, романів, подорожніх нарисів і книг з кіномистецтва.

## Біографія
Народився в селянській родині. Перша збірка віршів — «Спека» (1928). Учасник поетичної групи «П'ять молодих», що проголосила принципи «примітивізму», в традиціях якого написано вірші збірок «Чорне місто» (1930), «Біла людина» (1932) та інші.
У 1950-ті роки та початку 1960-х років письменник був близький до лівих шведських кіл, 1957 року йому було присуджено Міжнародну Ленінську премію «За зміцнення миру між народами», проте це не вплинуло на незалежність його суджень з різних політичних питань: зокрема, він засудив введення військ країн Варшавського договору в Чехословаччину 1968 року. У тому ж році він став почесним доктором філософії Стокгольмського університету та був обраний до Шведської Академії мови і літератури, в якій до кінця свого життя залишався одним з найвпливовіших та діяльних членів.
Об'їздив багато країн світу: побував в Африці та Індії, США та Латинській Америці, в Росії та Китаї.

## Творчість
Для творів Лундквіста характерне переплітення реалістичних та модерністських рис.
Поетична творчість Лундквіста вирізняється тяжінням до яскравої, часто сюрреалістичної метафоричності, вірою в людину та творчі сили культури, яку вона породжує та якій протистоять не менш могутні хаотичні сили природи. У прозі письменник неодноразово звертався до жанру історичного роману («Воля неба» про Чингісхана, «Поезія воїна» про Олександра Македонського). В кінці 1970-х і у 1980-і роки Лундквіст надавав перевагу синтезу поезії та прози — книгам, що складалися з філософсько-ліричних фрагментів.

## Твори
- Glöd 1928 (лірика)
- Naket liv 1929 (лірика)
- Jordisk prosa 1930 (новели / поетична проза)
- Svart stad 1930 (лірика)
- Atlantvind 1932 (есеї)
- Vit man 1932 (лірика)
- Negerkust 1933 (подорожні нотатки)
- Floderna flyter mot havet 1934 (роман)
- Himmelsfärd 1935 (новели)
- Drakblod 1936 (подорожні нотатки)
- Nattens broar 1936 (лірика)
- Sirensång 1937 (лірика)
- Eldtema 1939 (поетична проза)
- Ikarus flykt 1939 (есеї)
- Amerikas nya författare 1940 (есеї)
- Vandrarens träd 1941 (новели)
- Diktare och avslöjare i Amerikas moderna litteratur 1942 (есеї)
- Korsväg 1942 (лірика)
- Dikter mellan djur och gud 1944 (лірика)
- «Protest och poesi». Avsikter: arton författare om sina verk. Stockholm: Bonniers. 1945. с. 126—142. Libris 31113
- Skinn över sten 1947 (лірика)
- Fotspår i vattnet 1949 (лірика)
- Negerland 1949 (подорожні нотатки)
- Indiabrand 1950 (подорожні нотатки)
- Malinga 1952 (новели, подорожні нотатки, афоризми)
- Vallmor från Taschkent 1952 (подорожні нотатки)
- Spegel för dag och natt 1953 (новели, поетична проза)
- Darunga eller Varginnans mjölk 1954 (роман)
- Liv som gräs 1954 (лірика)
- Den förvandlade draken 1955 (подорожні нотатки)
- Vindrosor, moteld 1955 (лірика)
- Vindingevals 1956 (роман)
- Berget och svalorna 1957 (поетична проза)
- Vulkanisk kontinent 1957 (подорожні нотатки)
- Poeter i profil 1958 (есеї)
- Ur en befolkad ensamhet 1958 (роман)
- Komedi i Hägerskog 1959 (роман)
- Utsikter över utländsk prosa 1959 (есеї)
- Det talande trädet 1960 (поетична проза)
- Orians upplevelser 1960 (роман)
- Agadir 1961 (поетична проза)
- Berättelser för vilsekomna 1961 (новели)
- Ögonblick och vågor 1962 (лірика)
- Sida vid sida 1962 (новели)
- Drömmar i ovädrens tid 1963 (новели)
- Från utsiktstornet 1963 (есеї)
- Hägringar i handen 1964 (подорожні нотатки)
- Texter i snön 1964 (лірика)
- Sällskap för natten 1965 (новели)
- Så lever Kuba 1965 (подорожні нотатки)
- Självporträtt av en drömmare med öppna ögon 1966 (автобіографія)
- Mörkskogen 1967 (поетична проза)
- Brottställen 1968 (афоризми)
- Snapphanens liv och död 1968 (роман)
- Besvärjelser till tröst 1969 (лірика)
- Historier mellan åsarna 1969 (новели)
- Utflykter med utländska författare 1969 (есеї)
- Himlens vilja 1970 (om Djingis Khan)
- Långt borta, mycket nära 1970 (поетична проза)
- Antipodien 1971 (подорожні нотатки / новели)
- Tvivla, korsfarare! 1972 (роман)
- Lustgårdens demoni 1973 (поетична проза)
- Läsefrukter 1973 (есеї)
- Fantasins slott och vardagens stenar 1974 (поетична проза)
- Livsälskare, svartmålare 1974 (om Francisco de Goya)
- Världens härlighet 1975 (поетична проза)
- Krigarens dikt 1976 (om Alexander den store)
- Flykten och överlevandet 1977 (поетична проза)
- Sett i det strömmande vattnet 1978 (поетична проза)
- Slavar för Särkland 1978 (роман)
- Fantasi med realism 1979 (есеї)
- Utvandring till paradiset 1979 (роман)
- Skrivet mot kvällen 1980 (поетична проза)
- Babylon, gudarnas sköka 1981 (роман)
- Sinnebilder 1982 (поетична проза)
- Färdas i drömmen och föreställningen 1984 (поетична проза)

## Переклади
Твори Лундквіста перекладено тридцятьма мовами світу.
Поему «Агадір» переклав українською Олег Король. Не опубліковано. Є електронний текст перекладу.